# پنه‌لوپه هینز
پنه‌لوپه هینز (به انگلیسی: Penelope Heyns) زادهٔ ۸ نوامبر ۱۹۷۴ شناگر اهل آفریقای جنوبی است.